# Josef Zadražil
Josef Zadražil (* 6. února 1954 Vyškov) je český internista a nefrolog, v letech 2019 až 2023 děkan Lékařské fakulty Univerzity Palackého (LF UP). 
V letech 1969 až 1973 studoval na Gymnáziu Olomouc-Hejčín, kde v roce 1973 s vyznamenáním složil maturitní zkoušku. V letech 1973 až 1979 poté studoval na Lékařské fakultě Univerzity Palackého všeobecné lékařství. V roce 1983 získal atestaci 1. stupně v oboru vnitřní lékařství a v roce 1988 atestaci v tomtéž oboru 2. stupně. V lednu 1986 začal pracovat na III. interní klinice Fakultní nemocnice Olomouc; v lednu 2012 se zde stal přednostou. V roce 1993 se stal kandidátem věd, když obhájil disertační práci, ve které se zaměřoval na téma nefrologie. 
V roce 1995 absolvoval stáž v Montréalu v Kanadě na McGillově univerzitě. V roce 1998 se habilitoval pro obor vnitřní lékařství se specializací na nefrologii. V roce 2011 jej prezident Václav Klaus jmenoval profesorem pro obor vnitřní nemoci. V červnu 2019 se stal děkanem LF UP, když ve funkci nahradil Milana Koláře. V roce 2023 již funkci neobhajoval a kolega Kolář jej tak ve funkci děkana nahradil.
Je ženatý.